# Viaduto do Chá
Viaduto do Chá (que en portugués significa Viaducto del Té, por la enorme plantación de té de la India que había en el valle) es un famoso viaducto localizado en la zona conocida como Vale do Anhangabaú, en el centro de la ciudad brasileña de São Paulo, capital del Estado homónimo. Fue el primer viaducto construido en la ciudad. Fue planificado en 1877 e inaugurado en 1892. Su construcción comenzó en 1888, pero fue interrumpida un mes después de iniciados los trabajos, debido a la resistencia de los vecinos de la zona. El político y fundador del Banco de São Paulo, Francisco Xavier Pais de Barros, conocido como Barão de Tatuí, estaba entre los moradores a quienes les serían expropiadas sus casas y no pretendía de ninguna manera abandonar su propiedad. Hasta el día en que la población favorable a la obra se armó de picos y atacó una de las paredes de la casa donde vivía, forzándolo a mudarse. 
La construcción del viaducto fue retomada en 1889, tres años después, con estructura metálica proveniente de Alemania. En la inauguración, hubo una gran fiesta interrumpida por la lluvia. Solían atravesarlo personas refinadas, que se dirigían a las salas de cine y tiendas de la zona y, más tarde, al Teatro Municipal de São Paulo, que fue inaugurado en 1911. Por mucho tiempo, el Viaduto do Chá también fue utilizado por suicidas.
La ciudad creció y, en 1938, la construcción de metal alemán con piso de madera ya no aguantaba más el gran número de personas que pasaban diariamente. Ese mismo año, el viaducto fue demolido, dando lugar a uno nuevo, hecho de concreto armado y con el doble de ancho, que mantuvo la nomenclatura y emplazamiento originales.